# Portillejo
Portillejo es una localidad de la provincia de Palencia (Castilla y León, España) que pertenece al municipio de Quintanilla de Onsoña.

## Geografía
En la comarca de Vega-Valdavia. Dista 61 km de la ciudad de Palencia. Pertenece al municipio de Quintanilla de Onsoña (Palencia), localidad de la que dista 1,5 km.
El acceso a Portillejo por carretera se hace desde Quintanilla de Onsoña y data de 1965.

## Demografía
Evolución de la población en el siglo XXI
| Gráfica de evolución demográfica de Portillejo entre 2000 y 2020   |
|                                                                    |
| Población de derecho (2000-2020) según el padrón municipal del INE |

## Patrimonio
- Iglesia de San Miguel Arcángel, de estilo neoclásico.
- Antiguas escuelas, bien restauradas y mantenidas en las que actualmente se ubican el Teleclub y el consultorio médico.

## Historia
En 1199, Pedro Rodríguez de Ferrerola entregó por su alma todo lo que poseía en Portillejo al prior y canónigos de Uclés.
En 1215, el señorío de Portillejo correspondía a Rodrigo Rodríguez de Girón. Este noble, mayordomo de Alfonso VIII, merino mayor de las villas y jurisdicciones de Carrión de los Condes y Saldaña, juntamente con su esposa Inés Pérez, concedió una importante serie de bienes para dotar la fundación del monasterio de Santa María de la Vega, en Lerones.
A la caída del Antiguo Régimen, la localidad se constituye en municipio constitucional, que en el censo de 1842 contaba con 12 hogares y 62 vecinos. Posteriormente integrarse en Quintanilla de Onsoña.
En 1.616, el Monasterio de Nuestra Señora de la Vega pleitea contra el pueblo de Portillejo, por unos arrendamientos. Entre los frailes del Monasterio figura Fray Pedro de Villorquite.
En 1751, José García Morán, vecino de Portillejo, jurisdicción de Saldaña, pleiteó por hidalguía ante la Chacillería de Valladolid.
Desde el siglo XIX, los garbanzos y titos esquinados de Portillejo gozaron de excelente fama.
Una noticia de la primera mitad del siglo XIX describe así la localidad: "lugar de realengo de España, provincia de Palencia, partido y a 3 leguas de Carrión, obispado de León. (...) Población 111 habitantes. Situado en una loma escasa en aguas y en clima variable. Produce excelente trigo, cebada, garbanzos y pastos, y cría ganado lanar, alguno caballar y vacuno".